# Tetsuya Endō
Tetsuya Endō (遠藤 哲哉?; Shiroishi, 11 agosto 1991) è un wrestler giapponese.
Ha vinto per tre volte il titolo KO-D Openweight Championship ed è un ex quattro volte KO-D Tag Team Champion.

#### In coppia con Konosuke Takeshita (2013–2016)

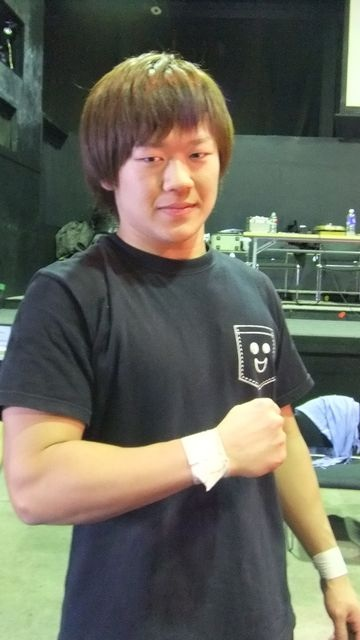
Endo nell'ottobre 2012

#### Damnation (2016–2021)

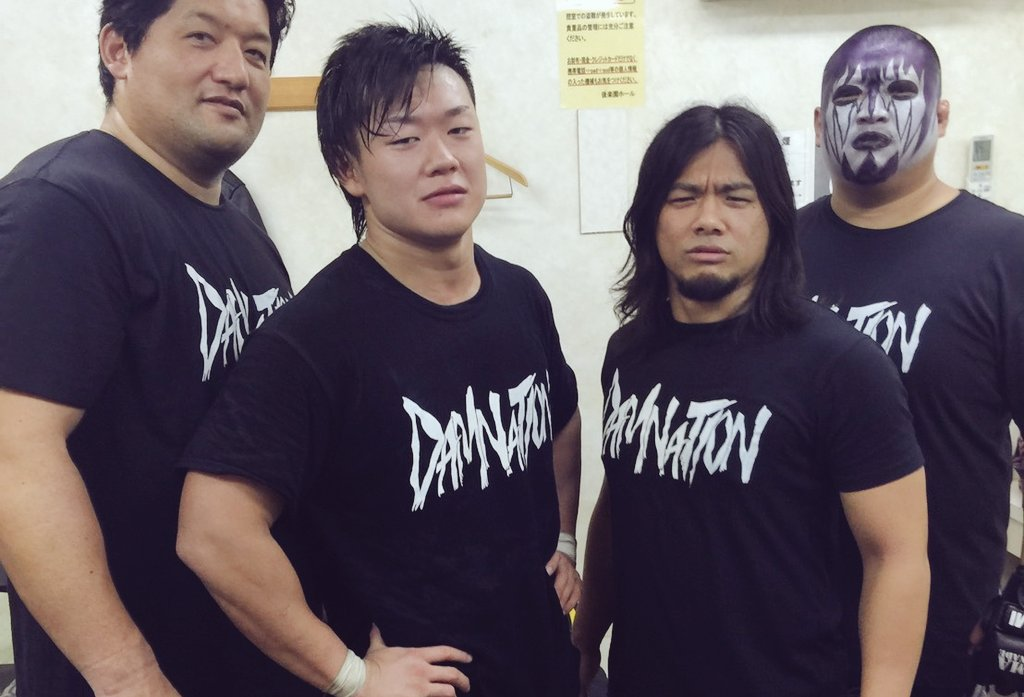
Endo (secondo da sinistra) come membro dei Damnation

## Carriera

### DDT Pro-Wrestling (2012–presente)

#### Quarta incarnazione dei Burning (2021–presente)
Il 7 dicembre 2021 la DDT Pro-Wrestling annunciò che, su richiesta di Endo e Jun Akiyama, Kenta Kobashi aveva approvato la riformazione della stable Burning (originariamente formatasi nel 1998 nella All Japan Pro Wrestling) nella sua quarta incarnazione. Endo e Akiyama furono immediatamente raggiunti da Yusuke Okada e Yuya Koroku. Il 26 dicembre all'evento Never Mind 2021 di Yoyogi, la nuova fazione esordì sconfiggendo The37Kamiina (Shunma Katsumata, Yuki Ueno, Mao & Toui Kojima).

## Titoli e riconoscimenti
- DDT Pro-Wrestling
  - DDT Universal Championship (1)
  - Ironman Heavymetalweight Championship (1)
  - KO-D 6-Man Tag Team Championship (6) – con Konosuke Takeshita e Antonio Honda (1), Daisuke Sasaki e Mad Paulie (1), Mad Paulie e Soma Takao (1), T-Hawk e El Lindaman (1), Soma Takao e Yuji Hino (1), e Kotaro Suzuki e Yusuke Okada (1)[6]
  - KO-D Openweight Championship (3)
  - KO-D Tag Team Championship (5) – con Daisuke Sasaki (1), Konosuke Takeshita (2), Mad Paulie (1) e Yuki Iino (1)[6]
  - King of DDT Tournament (2017, 2020)
- Best Body Japan Pro Wrestling
  - BBW Tag Team championship (1) – con Gorgeous Matsuno
- Big Japan Pro Wrestling
  - Toshiwasure! Shuffle Six Man Tag Team Tournament (2023) – con Daisuke Sekimoto e Fuminori Abe
  - Toshiwasure! Shuffle Tag Tournament (2019) – con Takuya Nomura
- Japan Indie Awards
  - Best Bout Award (2014) con Konosuke Takeshita vs. Kenny Omega e Kota Ibushi il 28 ottobre[7]
  - Best Bout Award (2020) vs. Daisuke Sasaki il 3 novembre
  - Best Unit Award (2016, 2017) Damnation con Daisuke Sasaki, Mad Paulie e Shuji Ishikawa
- Pro Wrestling Illustrated
  - 79º tra i migliori 500 wrestler singoli nei PWI 500 del 2022[8]
- Pro Wrestling Noah
  - GHC National Championship (1)
- Tokyo Sports
  - Technique Award (2020)[9]